# Martin Lamotte
Martin François Lamotte (París, Francia, 2 de julio de 1947) es un actor, escritor y director francés.

## Biografía
Después de entrenar con Tania Balachova, se unió al elenco del Café de la Gare en la década de 1970 junto a Patrick Dewaere, Coluch, Miou-Miou, Henri Guybet y Romain Bouteille entre otros.
Obtuvo su primer papel de cine en la película El Año 01 junto a sus compañeros. Él fundó el teatro de la Veuve Pichard con Christine Dejoux. Se convirtió en un buen amigo de Coluche lo que participarían en película como La Ala o Muslo, Inspector Rebabas o Usted No Tiene Alsacia y Lorena, lo realiza él mismo.
A partir de entonces, decidió romper con el cómic y la puesta en escena comenzó antes de unirse al elenco de Splendid, con la que verá su mayor éxito, especialmente con Bronceados, Papá Noel es una Basura, El Abuelo Es Resistencia y Bronceados 3: Amigos para toda la vida.
De 1978 a 1981, se unió al elenco de Stephen Collaro sobre Antenne 2 en la emisión El Espectáculo Collaro.
Esto hace que sea uno de los segundos papeles más buscados y gira con los nombres más importantes: Claude Zidi, Philippe de Broca, Jean-Marie Poiré, Claude Lelouch o Gérard Oury. Recordaremos su aparición estelar junto a Alain Souchon en Asesino de Verano, pero la comedia es su principal fuente de roles. Incluye entre sus funciones:
- Paul Berthellot en Los Caballeros Las Prefieren Grandes
- Chico Hubert Bourdelle, dijo súper resistente en Abuelo Es La Resistencia
- Boris Pikov en Twist Again en Moscú
- Victor Toulis de Después De La Guerra
- Cuenta de la Blache en Beaumarchais, El Insolente
- Gilles en Las Babas Frescas
- Bonnaventure en Sister Thérèse.com

Va detrás de la cámara en 1998 con Just Between Us, que será un éxito. Se casó con Belly Karine en 2002.
Desde la década de 2000, sólo hace breves apariciones en películas, como Mi esposa se llama Maurice o más recientemente El Error Del Banco En Su Favor.
Sin embargo, es conocido por su carácter Inspector Bonaventure en la serie de televisión hermana Thérèse.com junto a Dominique Lavanant, un papel que ocupó desde 2002 hasta el final de la serie, en marzo de 2011.
En junio de 2012, fue elegido para ser Jean-Pierre Lambert, dijo Lambert, uno de los papeles principales en Nuestros Queridos Vecinos, una nueva serie de TF1 que recibe, en promedio, desde el inicio de su lanzamiento, a una audiencia de seis millones de espectadores.

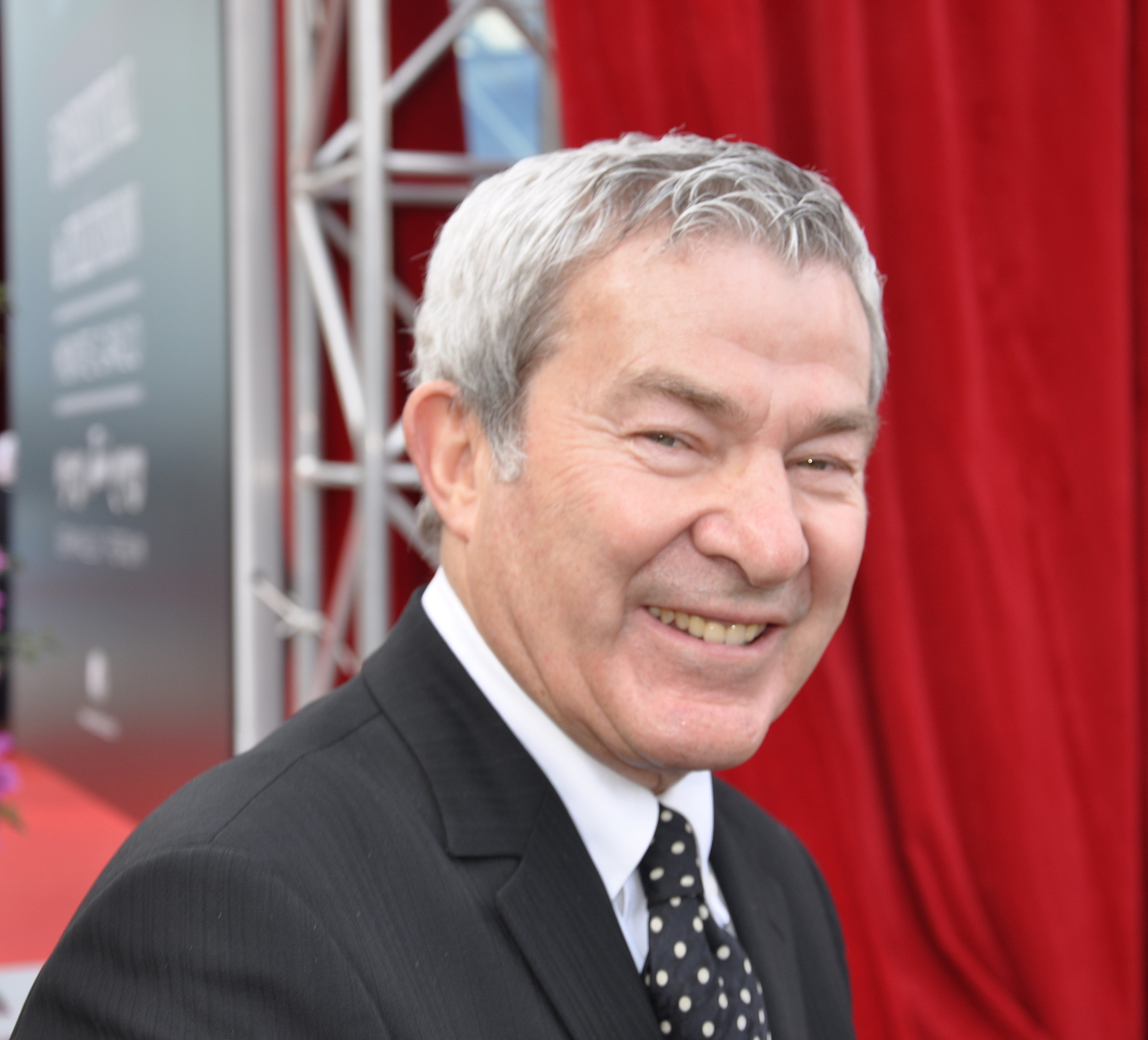
Martin Lamotte en el Festival de Televisión de MonteCarlo, 2013.

## Filmografía[1]
- 1973 : El Año 01 de Jacques Doillon
- 1976 : Ala O Muslo de Claude Zidi: Roland
- 1977 : Los Niños Mimados de Bertrand Tavernier
- 1977 : Usted No Tiene Alsacia y Lorena de Coluche: El bufón.
- 1978 : Si No Te Gusta, No Le Hacen Asco Al Otro de Raymond Lewin: Así mismo como un espectador.
- 1978 : Pauline y El Ordenador de Francis Fehr: Martin
- 1978 : Les Bronceados de Patrice Leconte: Miguel
- 1979 : Los Héroes No Tiene Orejas Frías de Charles Nemes: le marié
- 1980 : Inspector Blunder de Claude Zidi : Inspecteur Gaffuri
- 1981 : Los Hombres Prefieren Grandes de Jean-Marie Poiré: Paul Berthellot
- 1981 : Las Babas Frescas de François Leterrier : Gilles
- 1982 : Ella Ve Enanos Por Todas Partes! de Jean-Claude Sussfeld: El Príncipe Charmant
- 1982 : Papá Noel es una basura de Jean-Marie Poiré: Leble
- 1982 : El Cuarto de Hora Americana de Philippe Galland : Joel
- 1983 : Circulez y a rien à voir de Patrice Leconte : Le cuisinier
- 1983 : El Abuelo Es La Resistencia de Jean-Marie Poiré : Guy-Hubert Bourdelle/Super resistente
- 1983 : L'Été meurtrier de Jean Becker : Georges
- 1983 : Debout les crabes, la mer monte ! de Jean-Jacques Grand-Jouan : Louis
- 1984 : La Smala de Jean-Loup Hubert : El cura al entierro.
- 1984 : Viva La Vida! de Claude Lelouch: Periodista
- 1985 : Tranches de vie de François Leterrier : Alain, el novio indeciso/El Comisario Político
- 1985 : Astérix y La Sorpresa de César de Gaëtan Brizzi y Paul Brizzi : voix
- 1985 : La Boda del Siglo de Philippe Galland : Guillaume
- 1985 : Gros dégueulasse de Bruno Zincone : le maître-nageur
- 1986 : La Gitana de Philippe de Broca : le commissaire
- 1986 : Twist Otra Vez en Moscú de Jean-Marie Poiré : Boris Pikov
- 1987 : Sale Destin de Sylvain Madigan : Denis
- 1987 : Tant qu'il y aura des femmes de Didier Kaminka : Sacha
- 1987 : Fucking Fernand de Gérard Mordillat : la fouine
- 1987 : L'Œil au beur(re) noir de Serge Meynard : Jean-René Perron
- 1988 : Fréquence meurtre d'Élisabeth Rappeneau : Simon Lieberman
- 1988 : Envoyez les violons de Roger Andrieux : Frank
- 1988 : Sin Miedo y Sin Reproche de Gérard Jugnot : Louis XII
- 1989 : La Orquesta Roja de Jacques Rouffio : Kent
- 1989 : Después De La Guerra de Jean-Loup Hubert : Victor Toulis
- 1990 : Bienvenido A Bordo ! de Jean-Louis Leconte : Martin Placardi
- 1990 : Promoción Canapé de Didier Kaminka: Marcel, el formateador
- 1991 : El Año del Despertar de Gérard Corbiau: La cuarta sección
- 1991 : Los Secretos Profesionales del Doctor Apfelglück de Alessandro Capone, Stéphane Clavier : El español.
- 1991 : Dinero de Steven Hilliard Stern
- 1991 : París Se Despierta d'Olivier Assayas: Zablonsky
- 1991 : La Thune de Philippe Galland : Padre de Edwige
- 1992 : ¿Qué Piensa Usted? de Didier Kaminka: André
- 1993 : Facelift de Xavier Gélin: Jean-Max
- 1993 : Pas d'amour sans amour de Évelyne Dress: M. Roland
- 1993 : Los Tenorios de Francis De Gueltz
- 1994 : 3000 Escenarios Contra Un Virus segmento de La Farmacia de Gérard Jugnot
- 1995 : Tom Es Uno de Fabien Onteniente: Jean-Pierre
- 1996 : Chico Dorado de Jean-Pierre Vergne
- 1996 : Beaumarchais, El Insolente de Édouard Molinaro: comte de la Blache
- 1996 : No Debería!... de Gérard Jugnot: Solomuka
- 1996 : Un Hombre Cayó En La Calle de Dominique Roulet
- 1997 : Los Demonios de Jesús de Bernie Bonvoisin: Coldet
- 1997 : Arlette de Claude Zidi: El cocinero
- 1998 : Yo No Tengo La Culpa! de Jacques Monnet: Georges
- 1998 : Ça reste entre nous de Martin Lamotte: Richard
- 1999 : El Aspirante de Gérard Oury: Brenner
- 2000 : Adela d'Eduardo Mignogna: Eugenio
- 2002 : Mi Esposa... Se llama Mauricio de Jean-Marie Poiré: Jean-Bernard Trouabal
- 2006 : Los Bronceados 3 de Patrice Leconte: Miguel
- 2009 : Error de la Banca en Vuestro Favor de Michel Munz y Gérard Bitton: Antoine
- 2011 : Un Loco Deseo de Bernard Jeanjean: Alfredo Abadi

## Como director
- 1997 - Ça Reste Entre Nous

## Nombramientos
- 1990 : Nominado para el Molière del actor en un papel secundario para A Ataduras.